# 科尔基达斯
科尔基达斯（英語：Cercidas，前290年—前210年），古希腊诗人，哲学家，政治家之一。他深受愤世哲学影响，最知名的作品是具有警句性质的抒情诗。其作品现仅存残篇。

## 扩展阅读
- Cercidas （页面存档备份，存于） from William Smith, Dictionary of Greek and Roman Biography and Mythology (1870).